# Cide (Kastamonu)

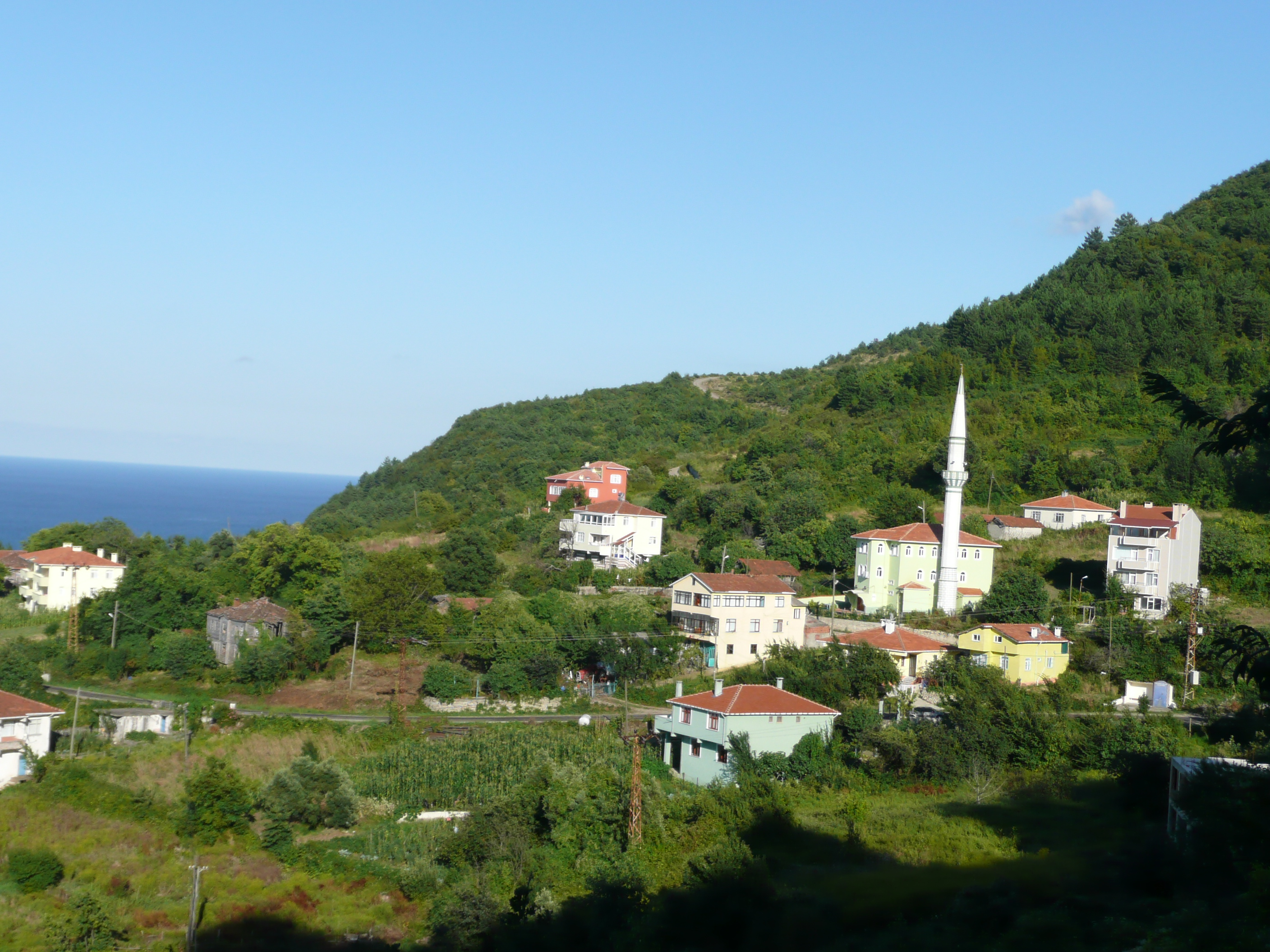
Aydıncık

Cide eine Stadt und Hauptort des gleichnamigen Landkreises im Nordwesten der türkischen Provinz Kastamonu in Nordanatolien. Cide liegt an der Schwarzmeerküste und etwa 85 km (Luftlinie) nordwestlich der Provinzhauptstadt Kastamonu. Der Gebirgszug Küre Dağları verläuft im Hinterland.
Der Landkreis grenzt an den Kreis Doğanyurt im Osten, an den Kreis Şenpazar im Südosten und den Kreis Pınarbaşı im Süden. Im Westen bildet die Provinz Bartin die Grenze. Der Fluss Devrekani Çayı durchfließt den Landkreis in nördlicher Richtung und mündet fünf km westlich der Kreisstadt ins Meer.
Die Fernstraße D 010 verläuft entlang der Küste an der Stadt Cide vorbei. Die D 759 (Kastamonu–Cide Yolu) beginnt in Cide und führt ins Landesinnere zur 134 km entfernten Provinzhauptstadt Kastamonu.
Ende 2020 bestand der Landkreis neben der Kreisstadt (48,5 % der Kreisbevölkerung) aus 75 Dörfern (Köy) mit durchschnittlich 151 Bewohnern. Das Spektrum der Einwohnerzahlen reicht von 429 (Günebakan) bis 38 (Himmetbeşe). 2018 wurden sechs ehemalige Dörfer zu Stadtvierteln (Mahalle) der Kreisstadt erhoben: Gebeş, Kalafat, Kasım, Sipahi, Sofular und Tarakçı. Die Bevölkerungsdichte (33,6) liegt leicht über dem Provinzdurchschnitt von 28,8 Einw. je km²